# Aspalathus aspalathoides
Aspalathus aspalathoides là một loài thực vật có hoa trong họ Đậu. Loài này được (L.) R.Dahlgren miêu tả khoa học đầu tiên.